# Bernhard Stern-Szana
Bernhard Stern-Szana (geb. 13. Juni 1867 in Riga; gest. 20. September 1927 in Wien) war ein deutschbaltisch-österreichischer Schriftsteller, Historiker, Journalist, Korrespondent, Reiseschriftsteller, Kritiker, Kulturhistoriker und Redakteur des Neuen Wiener Tagblatts. Er lebte „nach weiten Reisen […] in Wien, Konstantinopel, Budapest und wieder Wien“. Er ist Verfasser von Reisewerken und Kulturbildern, insbesondere über Russland und die Türkei, Kultur- und Sittengeschichte und Erotik.

„Bernhard Stern, ein junger Landsmann von uns, weilt seit einigen Tagen in seiner Vaterstadt Riga. Derselbe fungirt seit längerer Zeit als Secretair des Dichters und Kunstmäcens Graf Schock in München und hat sich besonders im letzten Sommer durch seine Schrift über König Ludwig den Ersten von Bayern, sowie durch mehrere geistvolle, im „Berliner Tageblatt“ erschienene Feuilletons über die Münchener Kunstausstellung in weiteren Kreisen bekannt gemacht. Im vorigen Jahre brachte die „Rigasche Zeitung“ mehrere literarische Aufsätze von ihm, welche allgemein sehr ansprechend gefunden wurden. Obgleich kaum 21 Jahre alt, hat Bernhard 
Stern bereits eine bewegte Lebenslaufbahn hinter 
sich. Vor drei Jahren verließ er seine Heimath 
und zog, nur sich und seinem Talent vertrauend, 
in die weite Welt hinaus. In überraschend 
kurzer Zeit, wenn auch nach bitteren Mühen, 
errang er sich eine geachtete Stellung, die dem 
jungen aufstrebenden Talente unseres Landsmannes Aussichten auf ein gedeihliches Fortkommen eröffnet.“

## Publikationen
- Martin Greif. Portrait in der „Rigaschen Zeitung“ vom 20. u. 22. Mai (1. u. 3. Juni) 1887 (Digitalisat in der LNB)
- Professor Michael Bernays. Portrait in der „Beilage zur Rigaschen Zeitung № 179“ vom 8. (20.) August 1887 (Digitalisat in der LNB)
- Ludwig der Kunstsinnige. Fritsch, München 1888
- Bauernfeld. Ein Dichterporträt. Mit persönlichen Erinnerungen. August Schulze, Leipzig 1890; 3. Auflage [1891], archive.org
- Fürst Wladimirs Tafelrunde. Altrussische Heldensagen. Siegfried Cronbach, Berlin 1892, archive.org
- Die Romanows. Intime Episoden aus dem russischen Hofleben. Siegfried Cronbach, Berlin 1893, archive.org
  - Vollständig neubearbeitete und erweiterte Auflage: Siegfried Cronbach, Berlin 1906, 2 Bde.
- Aus dem modernen Russland. Siegfried Cronbach, Berlin 1893, archive.org
- Vom Kaukasus zum Hindukusch. Reisemomente. Mit 12 Vollbildern und 33 Textillustrationen nebst einem Anhang, Kaukasische Marschrouten. Siegfried Cronbach, Berlin 1893, archive.org
- An der Wolga: von Nischny-Nowgorod nach Kasan; Reisemomente. Cronbach, Berlin 1897
- Zwischen Kaspi und Pontus. Schlesische Buchdruckerei, Kunst- und Verlagsanstalt, Breslau 1897
- Zwischen der Ostsee und dem Stillen Ocean. Zustände und Strömungen im alten und modernen Russland. Schottländer, Breslau 1897
- Abdul Hamid II. Seine Familie und sein Hofstaat. Sigmund Deutsch, Budapest 1901, archive.org
- Jungtürken und Verschwörer. Die innere Lage der Türkei unter Abdul Hamid II. („Zweite Auflage“), Grübel & Sommerlatte, Leipzig 1901, archive.org
- Der kranke Mann. Kulturbilder aus der Türkei. Seemanns, Leipzig 1902
- Medizin, Aberglaube und Geschlechtsleben in der Türkei. Mit Berücksichtigung der moslemischen Nachbarländer und der ehemaligen Vasallenstaaten. 2 Bände, Hermann Barsdorf, Berlin 1903
  - Band I, archive.org, archive.org
  - Band II, archive.org, archive.org
- Der Sultan und seine Politik. Erinnerungen und Beobachtungen eines Journalisten. B. Elischer Nachfolger, Leipzig 1906, archive.org, archive.org
- Geschichte der öffentlichen Sittlichkeit in Russland. Kultur, Aberglauben, Sitten und Gebräuche. 2 Bände, Hermann Barsdorf, Berlin 1907–1908
  - Band I: Kultur, Aberglaube, Kirche, Klerus, Sekten, Laster, Vergnügungen, Leiden, eigene Ermittlungen und gesammelte Berichte, archive.org, archive.org
  - Band II: Russische Grausamkeit, das Weib und die Ehe, geschlechtliche Moral, Prostitution, gleichgeschlechtliche Liebe, Lustseuche, folkloristische Dokumente, eigene Ermittlungen und gesammelte Berichte, archive.org, archive.org
- Illustrierte Geschichte der erotischen Literatur aller Zeiten und Völker. 2 Bände (Privatdruck), C. W. Stern, Wien und Leipzig 1908 (Digitalisat Band I: archive.org)
- Russische Grausamkeit einst und jetzt: ein Kapitel aus der Geschichte der öffentlichen Sittlichkeit in Russland. 3. Auflage, Barsdorf, Berlin 1920 (Digitalisat, Berlin 1908)
- Bibliotheca curiosa et erotica. Beschreibung meiner Sammlung von Seltenheiten und Privatdrucken erotischer und kurioser Bücher; mit einem Artikel über Casanova, einem Artikel über Aretino, biograph. und bibliograph. Bemerkungen, den Schätzungspreisen nach dem Tageswerte und Parallelen ehemaliger Preise. [s.n.], [Wien 1921]
- The scented garden. Anthropology of the sex life in the Levant. Translated by David Berger. American Ethnological Press, New York 1934 (Digitalisat im Internet Archive; Nachdruck: Kegan Paul, London 2004)